# Ping-Pong-Rakete
Die Ping-Pong-Rakete war eine amerikanische Aufklärungsrakete, welche nachdem sie Bilder vom Zielgebiet gemacht hatte, wieder mit Hilfe eines Raketenmotors in der Spitze, der einen Schub in umgekehrte Richtung erzeugte, zurückflog. Die Ping-Pong-Rakete wurde 1964 von Lockheed entwickelt. Allerdings fand kein Serienbau dieses außergewöhnlichen Flugkörpers statt.